# Jan Aernts woninge van Bennebroek
Jan Aernts woninge van Bennebroek was een versterkt huis in de Nederlandse stad Haarlem, provincie Noord-Holland. Het huis heeft gestaan tussen de huidige Gravinnesteeg en de Gedempte Oude Gracht.

## Geschiedenis
De oudste vermelding van het huis dateert uit een akte van 1348. In deze akte wordt het huis aangeduid als Jan Aernts woninge van Bennebroek, naar de toenmalige eigenaar. Een eigen naam voor het huis is niet bekend. 
Het huis werd begin 14e eeuw bewoond door ridder Jan Scheven (†1319), die was gehuwd met Justine de Gouwer (†1359/1360), dochter van Hugo de Gouwer. Na Jans overlijden hertrouwde Justine twee maal: rond 1323 trouwde ze met Dirk van Cuyck, burggraaf van Leiden, en na diens overlijden trouwde ze in 1344 met Jan Aelman, een bastaardzoon van graaf Willem III. 
Uit het huwelijk van Jan Scheven en Justine kwamen twee zonen voort. De oudste heette net als zijn vader ook Jan Scheven. Hij raakte in conflict met de graaf van Holland waarna al zijn bezittingen werden geconfisqueerd. Om te voorkomen dat Jans echtgenote Geertruid tot armoede zou vervallen, bood de graaf haar in 1344 aan dat zij haar lijftocht mocht behouden. Van Jan is na 1347 niets meer vernomen. 
De andere zoon stond bekend als Jan Aernt van Bennebroek. Hij volgde zijn broer op als leenman van het versterkte huis en de bijbehorende gronden. Het huis was een leen van de heer Van Egmond van IJsselstein, maar de gronden ten zuiden ervan waren lenen van de Hollandse graaf. Deze gronden werden overigens kampen genoemd.
Toen Jan Aernt bij het beleg van Montfoort gevangen werd genomen moest hij een flinke som losgeld betalen voor zijn vrijlating. Om dit losgeld te kunnen betalen moest hij in de navolgende jaren noodgedwongen een deel van zijn bezittingen in de verkoop doen. Omdat het leengoederen betrof, moest hij toestemming van de graaf hebben. De graaf gaf hem in 1348 deze toestemming en Jan Aernt kon nu de kamp ten noorden van de huidige Kampersingel - met een oppervlak van drie morgen - verkopen. Vier jaar later volgden nog eens vier kampen van in totaal twaalf morgen groot, gelegen ten zuiden van de Kampersingel. Wat nog resteerde aan leengoed kreeg Jan Aernt in 1364 in volle eigendom. Hij gebruikte zijn bezit om zijn vrouw Lijsbeth Dever een lijftocht te garanderen voor na zijn overlijden.
Gerrit Dever, zoon van Jan Aernt en Lijsbeth, nam de lenen over. Over de lotgevallen van het huis is niets bekend. Het zal zijn afgebroken om plaats te maken voor stadsuitbreidingen vanaf eind 14e eeuw.

## Beschrijving
Het versterkte huis lag op een perceel tussen de huidige Gedempte Oude Gracht en de Gravinnesteeg. Die laatste bestond al in 1370 en heette toen Burchgravinnestrate, naar burggravin Justine, die in 1359 of 1360 was overleden. Ten zuiden van het huis lagen de kampen die in leen werden gehouden bij de graaf van Holland.
Uit archeologisch onderzoek in 1995 is gebleken dat de gracht rondom het huisperceel oorspronkelijk lag op de plek van de Gravinnesteeg en de Gedempte Oude Gracht. Deze 'slotgracht' was zeven tot tien meter breed. Op basis van de aangetroffen puinvulling en teruggevonden tegeltjes kan de bouw van het versterkte huis worden geplaatst in de tweede helft van de 13e eeuw. Het is niet bekend hoe het huis er uit heeft gezien; mogelijk was het een woontoren. Het huis stond in de noordwesthoek van het perceel, op de hoek van de Kleine Houtstraat en de Gravinnesteeg.
De gracht rondom het huis moet al vóór 1370 zijn gedempt, aangezien er in dat jaar sprake was van de Burchgravinnestrate. Mogelijk is het versterkte huis rond die tijd ook afgebroken. De vrijgekomen grond werd eind 14e/begin 15e eeuw in gebruik genomen door stedelijke bebouwing.
Adrichem · Aelbrechtsberg · Akersloot · Amstel · Amsterdam · Assendelft · Assumburg · Banjaert · Beeckestijn · Berkenrode · Boekel · Bollenhofstede · Ten Bosch · Brederode · Caprera · Ter Coulster · Cranenbroek · Dampegeest · Eenigenburch · Egmond · Heemstede · Hilversum · Ilpenstein · Jan Aernts woninge van Bennebroek · Keggenrode · Ter Kleef · Kostverloren · Kronenburg · Marquette · Merestein · Middelburg · Muiderslot · Nederhorst · Nieuwburg · Nuwendoorn · Oud Haerlem · De Park · Poelenburg · Purmersteijn · Radboud · Huis te Ramp · Reewijk/Rietwijk · Rolland · Ruysdael · Schagen · Huis te Schoten · Sparenwoude · Te Spijk · Swanenburch · Sypesteyn · Tetrode · Teylingerbosch · Torenburg · Velsen · De Vlotter · Vogelenzang · Ter Wijc · Wijdenes · Ypestein · Te Zaanen